# Stuhr (gemeente)
Stuhr is een gemeente in de Duitse deelstaat Nedersaksen. De gemeente, met de status van selbständige Gemeinde, is onderdeel van het Landkreis Diepholz. Stuhr telde, op de peildatum van de meest recente statistiek, 33.565 inwoners.. 
De gemeente werkt op velerlei gebied, vooral het maken van toekomstplannen, nauw samen met de oostelijke buurgemeente Weyhe.

## Plaatsen in de gemeente Stuhr
De gemeente bestaat uit 8 Ortsteile. 
- De noordelijke helft van het gemeentegebied bestaat uit, van west naar oost, vier plaatsen:
  - Varrel (4.400)
  - Moordeich (5.200)
  - Stuhr, ook wel Alt-Stuhr geheten, zetel van het gemeentebestuur (3.500)
  - Brinkum, (11.000) direct ten noordwesten van Leeste, gem. Weyhe
- Ten zuiden hiervan liggen, van west naar oost, de drie plaatsen:
  - Groß Mackenstedt (3.000)
  - Heiligenrode (2.600)
  - Seckenhausen, tussen Brinkum en Fahrenhorst (3.300)
- Fahrenhorst (1.300) vormt de zuidelijkste punt van het gemeentegebied.

De getallen tussen haakjes, ontleend aan de website van de gemeente Stuhr, betreffen het aantal inwoners omstreeks 2005.
Eind 2020 was van de bevolking van Stuhr circa 36,7% evangelisch-luthers, 8,0% rooms-katholiek en 55,4% aanhanger van een andere geloofsgemeenschap, dan wel atheïst.

## Ligging, verkeer, vervoer
Stuhr ligt in een laaggelegen, vlak landschap, dat door de Wezer en haar zuidelijke zijrivieren wordt beheerst.
Hoewel de stad Bremen niet in dezelfde deelstaat ligt als de gemeente Stuhr, kan Stuhr, samen met de oostelijke buurgemeente Weyhe, worden beschouwd als het zuidelijkste  deel van de agglomeratie van die stad. Vooral de vier noordelijke Ortsteile bestaan voor een belangrijk deel uit woonwijken voor in die stad werkende forenzen.
De gemeente wordt aan de noordzijde begrensd door een zijrivier van de Wezer met de naam Ochtum. Direct aan de noordzijde van die rivier en direct grenzend aan Stuhr ligt Flughafen Bremen.

### Hoofdwegennet

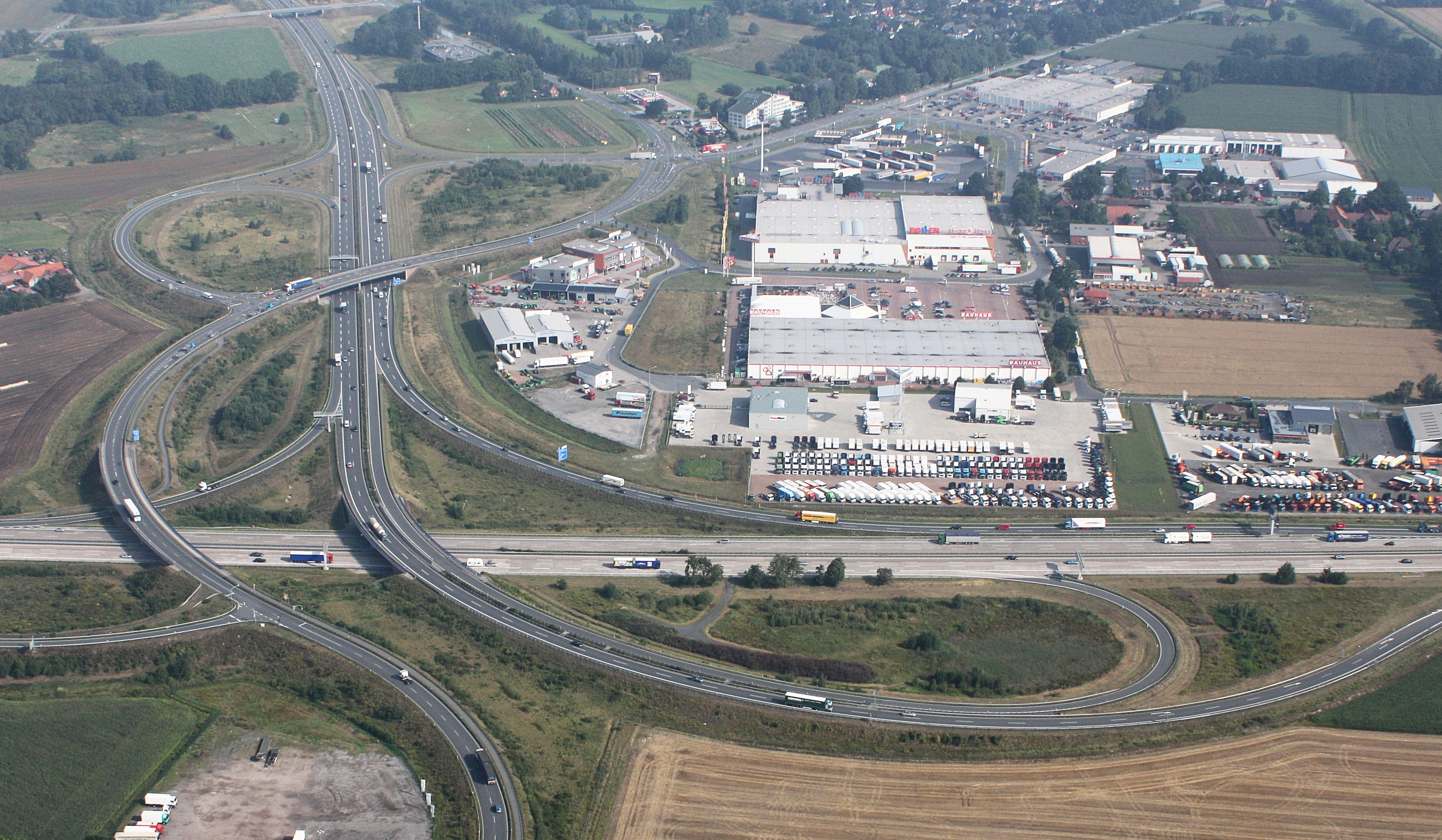
Dreieck Stuhr (2012) vanuit het zuiden gezien; van links naar rechts (west-oost) de A1.

De Autobahn A1 Bremen- Osnabrück doorsnijdt de gemeente. Op het grondgebied van Stuhr liggen afrit 58 Bremen/Brinkum en afrit 60 Delmenhorst Ost.
De Autobahn A28 Bremen- Oldenburg eindigt in de westhoek van de gemeente, die verder door talrijke wegen, vooral van en naar Delmenhorst en Bremen, wordt doorsneden. Zie ook Dreieck Stuhr.
Te Groß Mackenstedt begint de  slechts 6 km lange Bundesstraße 322. Deze verbindt afrit 25 van de A28 met de Bundesstraße 6. Te Heiligenrode takt van de B 322 de Bundesstraße 439 af die 10 km verder in Fahrenhorst alweer eindigt.
Van de B 6 takt bij Brinkum de Bundesstraße 51 af.

### Openbaar vervoer
Een in 1955 voor reizigersvervoer gesloten spoorlijntje, dat van de buitenwijk Huchting van Bremen zuidoostwaarts via Moordeich en Brinkum, beide gemeente Stuhr, naar Leesten, gemeente Weyhe en Thedinghausen loopt, moet, als de werkzaamheden volgens plan verlopen, in 2026  als  verlengde tramlijn 8 van de Bremer Straßenbahn heropend worden. Een belangrijke busdienst van Stuhr via Moordeich naar de buitenwijken van Bremen komt dan te vervallen.
Vooral Brinkum, Alt-Stuhr en Moordeich zijn goed per bus vanuit Bremen bereikbaar. De meer zuidelijk gelegen plaatsen in de gemeente Stuhr beschikken in ieder geval over openbaar vervoer per belbus, en er rijden buiten de schoolvakanties op werkdagen in de spitsuren scholierenbussen.

## Economie

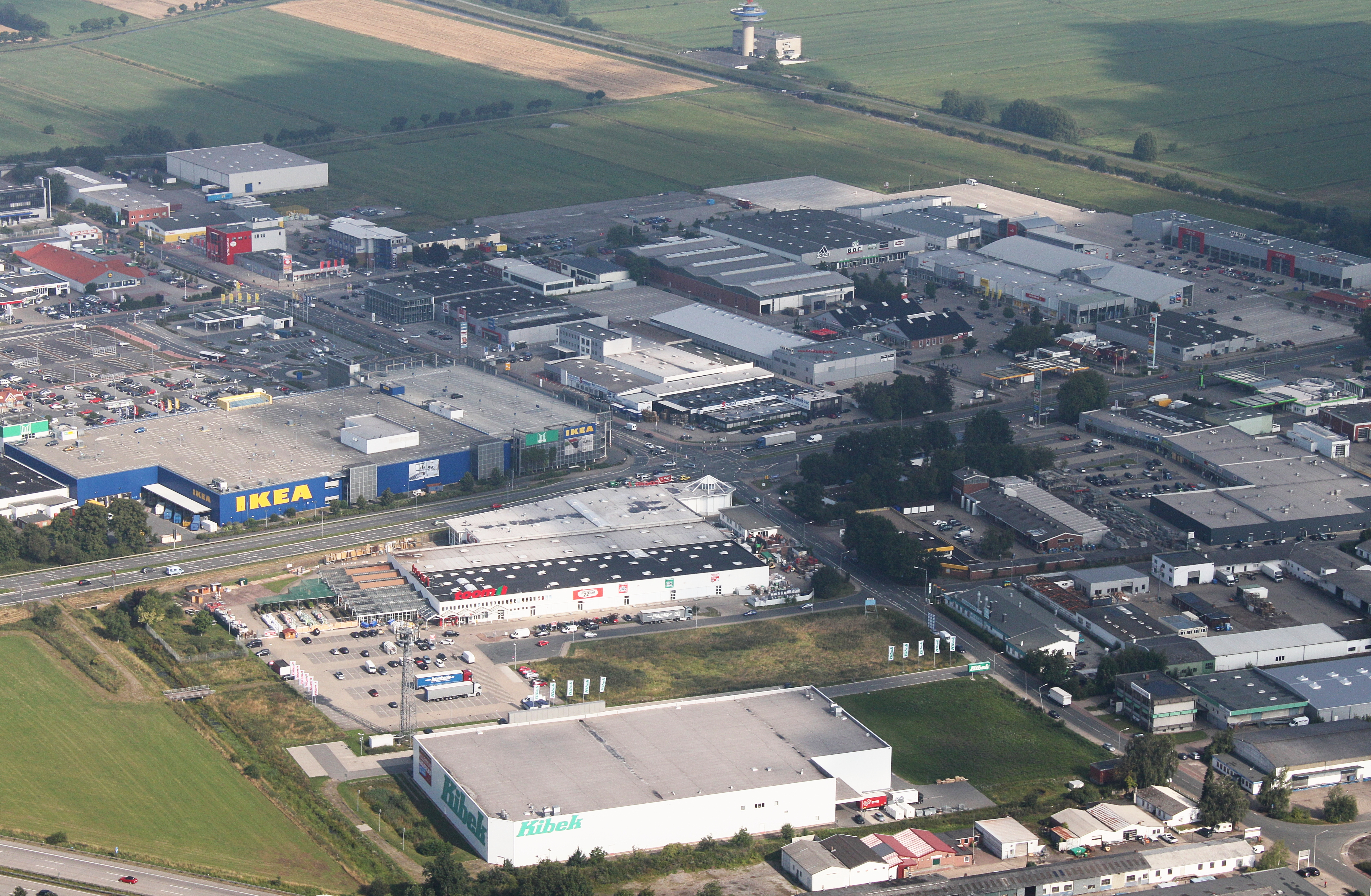
Bedrijventerrein Brinkum

Bij Brinkum en Groß Mackenstedt liggen uitgestrekte bedrijventerreinen, waar vooral logistieke en handelsbedrijven zijn gevestigd. Zie ook Brinkum (Stuhr). Daarnaast is er lokaal midden- en kleinbedrijf aanwezig. Veel inwoners van de gemeente zijn woonforensen, die een werkkring in Bremen of Delmenhorst hebben.

## Geschiedenis
Alle dorpen in de gemeente Stuhr zijn in de middeleeuwen rondom kerkjes of kloosters ontstaan. De gemeente lag in het verleden ten dele in het Graafschap Hoya, gedeeltelijk in het Graafschap Oldenburg. Na de Dertigjarige Oorlog wisselde het gebied nog vele malen van heer. Pas in 1871 trad met de invoeging in het Duitse Keizerrijk politieke stabiliteit in.
Halverwege Groß Mackenstedt en Brinkum lag, ten tijde van het Derde Rijk,  in 1944 en het begin van 1945 een klein concentratiekamp van de nazi's. Vanuit dit KZ Obernheide, een buitenkamp van kamp Neuengamme, moesten 500 à 800 joodse vrouwen uit Oost-Europa tussen september 1944 en april 1945 dagelijks naar Bremen lopen om daar puin te ruimen. Dit puin was ontstaan door geallieerde bombardementen op die stad gedurende de Tweede Wereldoorlog. Veel vrouwen hebben de onmenselijke behandeling en de slechte voeding en leefomstandigheden in dit kamp niet overleefd; anderen stierven bij de ontruiming van het kamp tijdens de dodenmars naar kamp Bergen-Belsen. In 1988 is ter herinnering aan de slachtoffers hiervan ter plaatse een monument onthuld. 
Op 1 maart 1974 ontstond door samenvoeging van de diverse, voordien zelfstandige gemeenten vormende, dorpen de gemeente Stuhr.

## Bezienswaardigheden en  natuurschoon

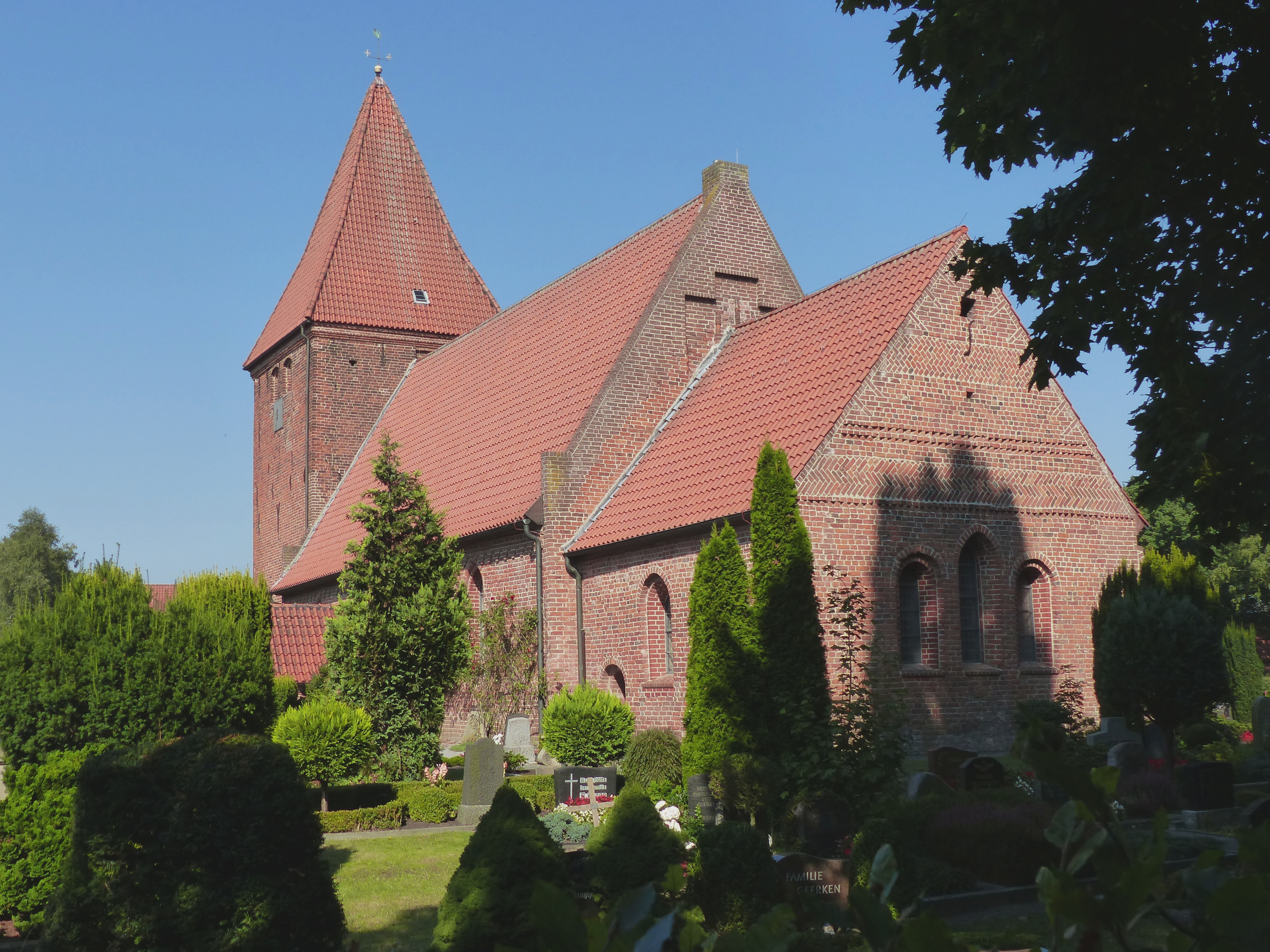
Stuhr, St. Pancratiuskerk
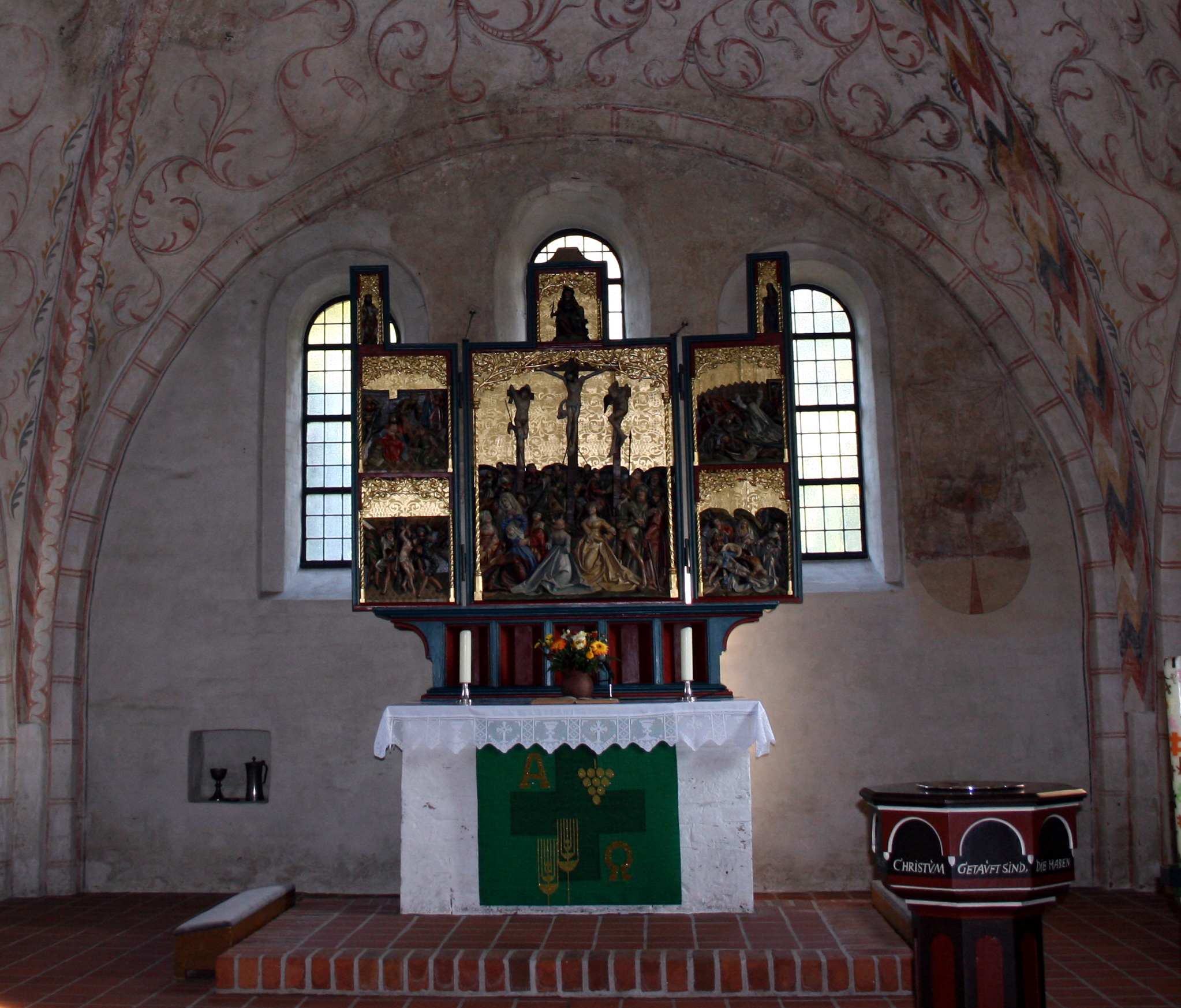
Altaarstuk (begin 16e eeuw) in deze kerk
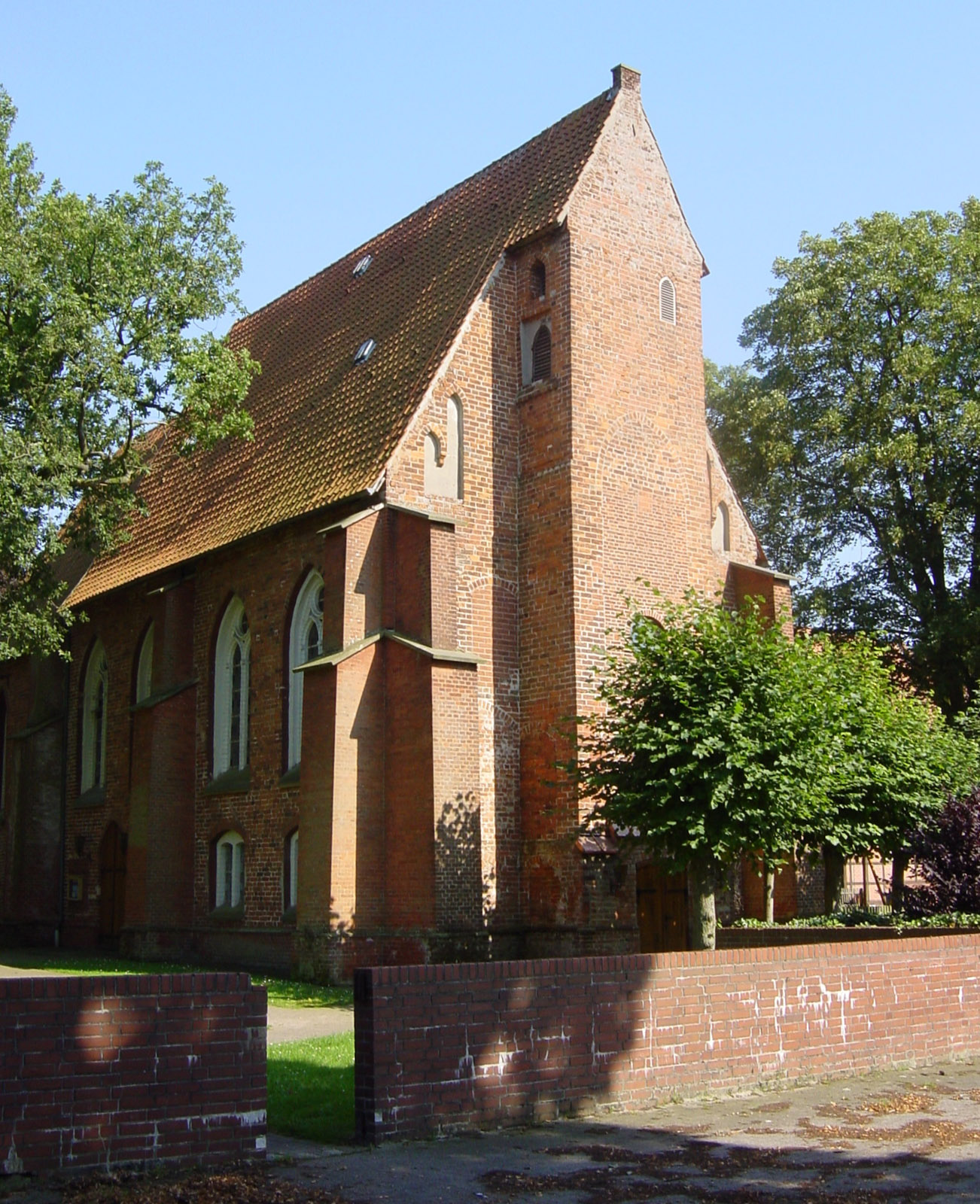
Heiligenrode, kloosterkerk (1)
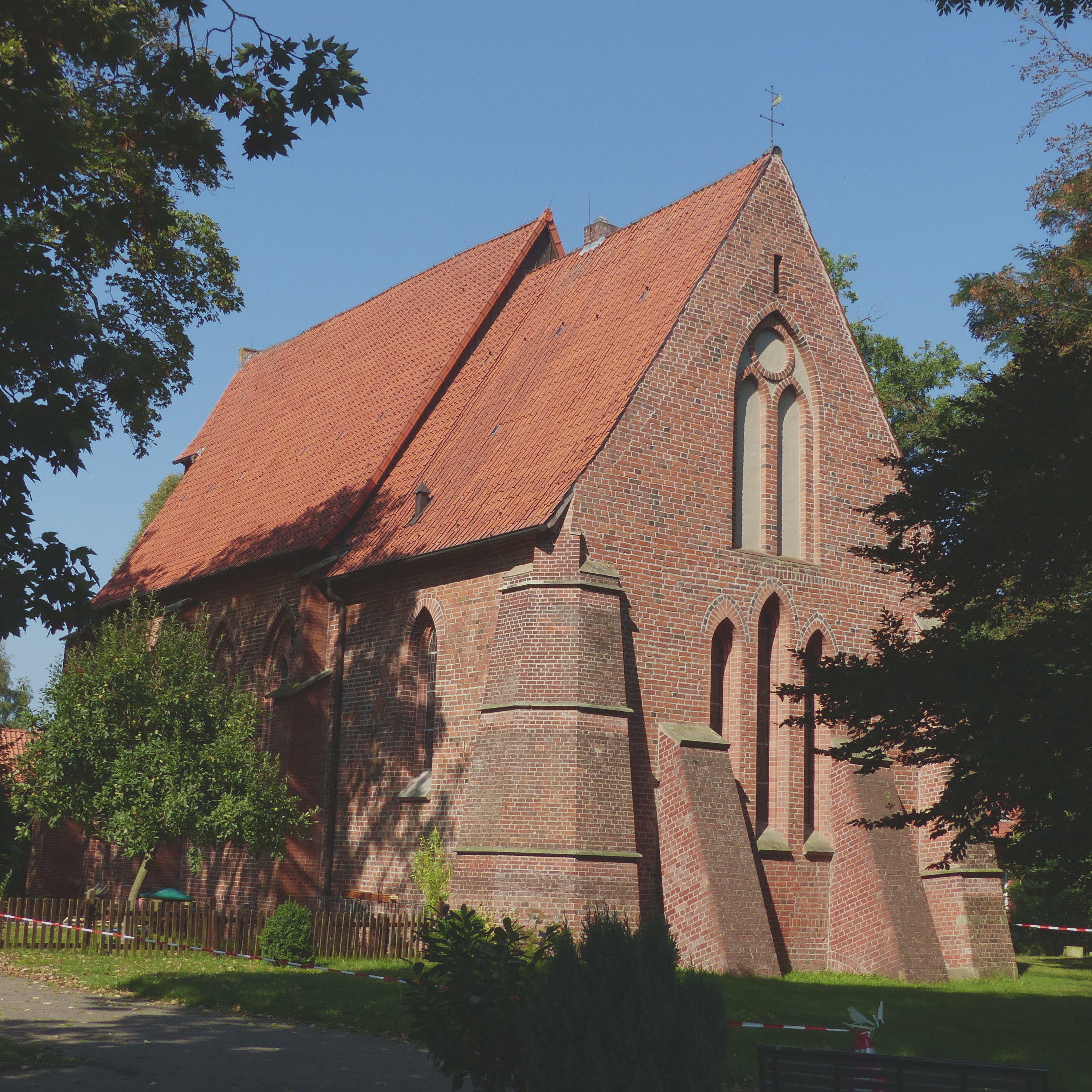
Heiligenrode, kloosterkerk (2)
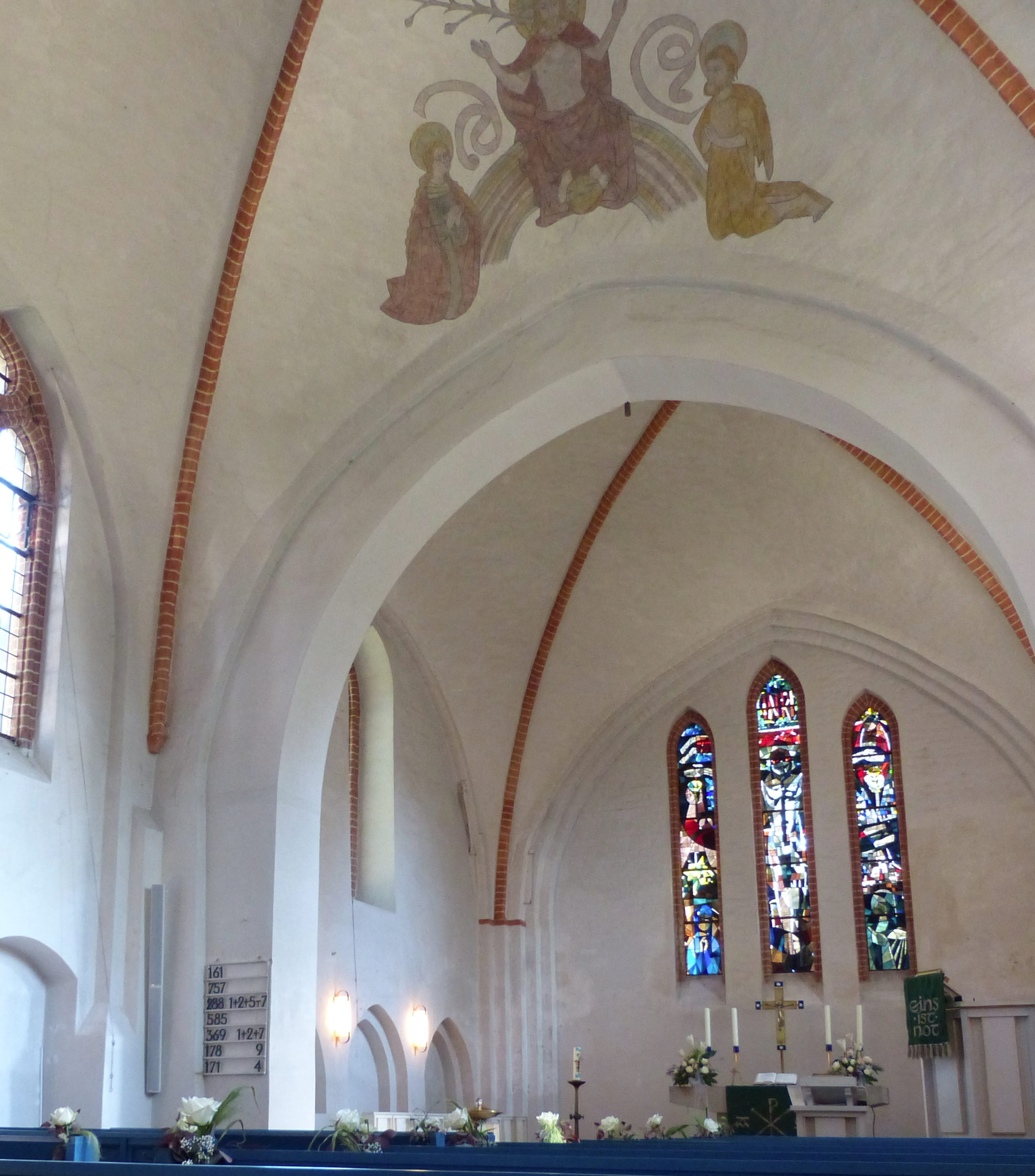
Koor en plafondschilderingen in deze kerk
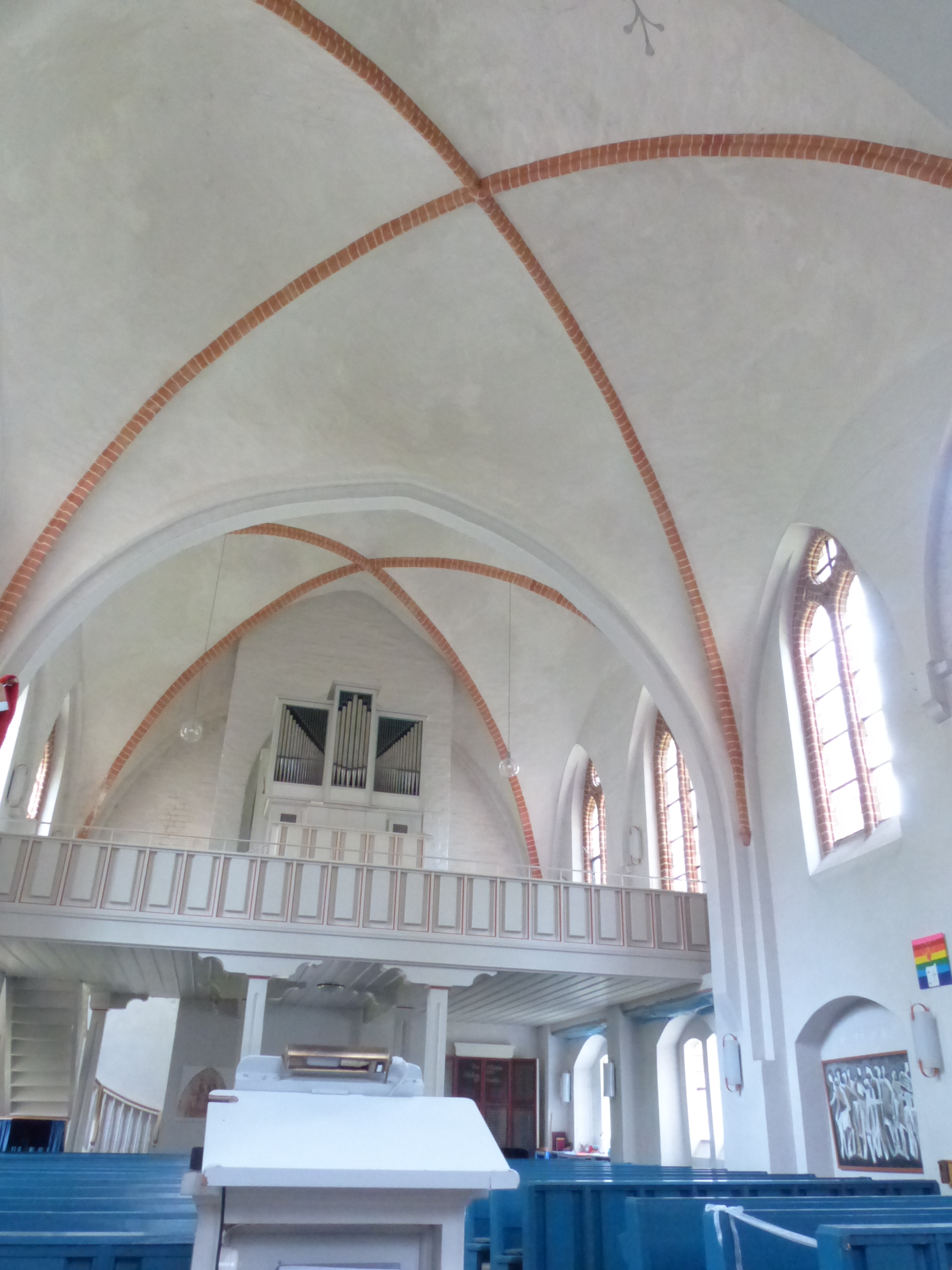
Interieur van deze kerk
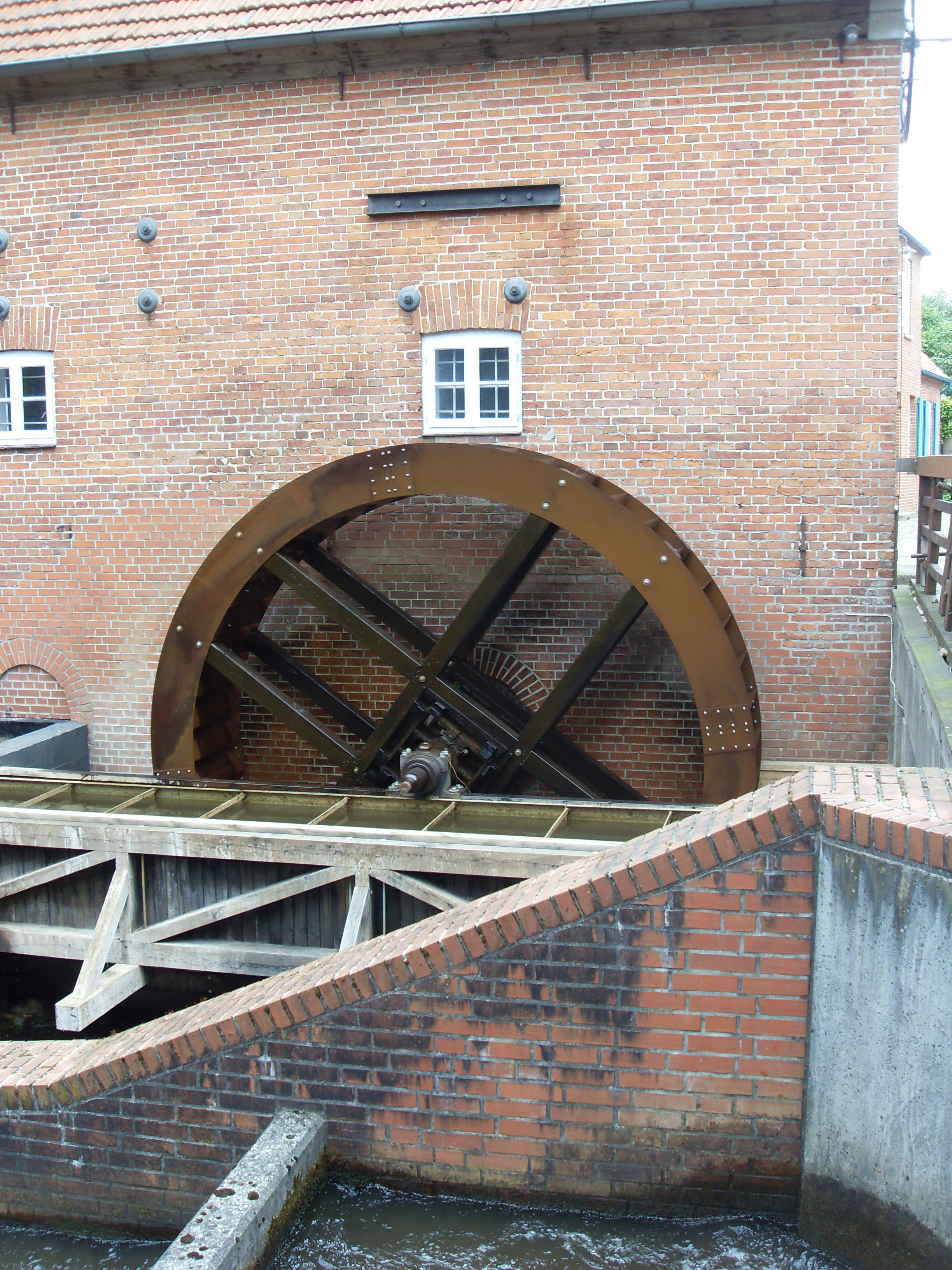
Watermolen Heiligenrode, waterrad

- Zeer bezienswaardig is de 13e-eeuwse, evangelisch-lutherse Pancratiuskerk in Alt-Stuhr.
- Dit geldt ook voor de middeleeuwse Mariakerk, een voormalige kloosterkerk, te Heiligenrode. De kloostermolen, die dicht bij deze kerk staat, is een deels 16e-eeuwse watermolen, die nog maalvaardig is. Het gebouwencomplex van dit voormalige benedictijnerklooster is het culturele centrum van Heiligenrode.
- Ten zuiden van de gemeente ligt het Naturpark Wildeshauser Geest. Eigenlijk kan het fraai tussen de bossen gelegen Ortsteil Fahrenhorst, waar ook een recreatieterrein ligt, ook al tot dit gebied worden gerekend.
- Weidevogelreservaat Kladdinger Wiesen (een 390 ha. groot natuurreservaat in het noordoosten van de gemeente, in het noorden begrensd door de Ochtum en de luchthaven van Bremen)

## Partnergemeentes
Er bestaan jumelages met:
- Canton d'Ecommoy (Frankrijk)
- Alcalá de Guadaira (Spanje)
- Sigulda (Letland)
- Ostrzeszów (Polen)
- Györ (Hongarije)

## Belangrijke personen in relatie tot de gemeente
- Gerd Wiltfang (Stuhr, 27 april 1946 - Thedinghausen, 1 juli 1997), springruiter.
- Thomas Schaaf, oud-profvoetballer, inwoner van Brinkum